# John Green Brady

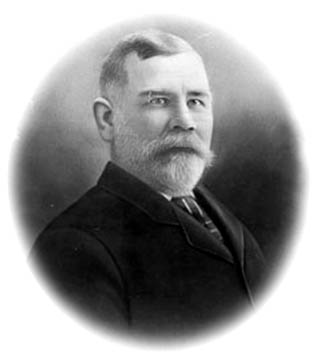
John Green Brady

John Green Brady, geboren als John Brady (* 26. Mai 1847 in New York City, New York; † 17. Dezember 1918 in Sitka, Alaska) war ein US-amerikanischer Politiker und fünfter Gouverneur des Districts of Alaska.

## Leben
Bradys Mutter starb, als er noch jung war. Sein Vater heiratete, doch Brady hegte Antipathien gegen seine Stiefmutter. 1855, im Alter von 8 Jahren lief er von zu Hause fort, lebte auf den Straßen, bis er in einem Kinderheim Zuflucht fand. 1858 wurde er mit einem Zug voller Waisenkinder nach Indiana geschickt, wo ihn ein dort lebender Richter, John Green, adoptierte. Im selben Zug befand sich auch Andrew H. Burke, der ein guter Freund von John Green Brady und später Gouverneur von North Dakota werden sollte.
Nachdem Brady erwachsen wurde, und seinen Abschluss in Yale absolviert hatte, wurde er presbyterianischer Minister und war 1878 einer der führenden Geistlichen Alaskas. Er gründete bald eine Schule für die dort lebenden Kinder.
Nachdem er bald darauf sein Ministeramt aufgegeben hatte, arbeitete er kurz in der Holzindustrie, und wurde schließlich in der Zeit zwischen 1897 und 1906 Gouverneur des District of Alaska.
Brady, der zeitlebens an Diabetes litt, starb nach einem Schlaganfall.